# Joaquín Colomer Sala
Joaquín Colomer Sala (Madrid, 29 de agosto de 1924 - Valencia, 13 de enero de 2011) fue un médico y político valenciano de origen madrileño. 
Licenciado en medicina en 1948, obtuvo la Cátedra de Pediatría de la Universidad de Valencia en 1970. De marzo de 1977 a enero de 1978 fue el responsable de la Dirección General de Salud Pública de Valencia.
Fue Vicerrector de la Universidad de Valencia en el Campus de Alicante entre 1978 y 1979, Rector de la Universidad de Valencia (1979-1984), presidió la Conferencia de Rectores de Universidades Españolas - CRUE de 1982 a 1984 y, Consejero de Sanidad y Consumo de la Generalidad Valenciana (1985-1995).
Murió el 13 de enero de 2011 en Valencia a los 86 años, después de una larga enfermedad.

## Distinciones honoríficas
- Gran cruz de la Orden de Alfonso X el Sabio (1982).[3]